# Emplume lento en el pollo doméstico

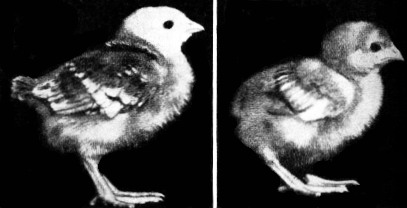
Figura 1. Tipos de emplume en polluelos de diez días. Izquierda: Polluelo de emplume rápido normal. Derecha: Polluelo de emplume lento, portador del alelo K ligado al sexo. Imagen a 70% del tamaño original.

El emplume lento en el pollo doméstico consiste en un retraso de la velocidad del emplume juvenil que ocurre normalmente en los polluelos de algunas razas en las primeras semanas de vida y no se manifiesta una vez que el ave ha alcanzado el plumaje adulto.
La diferencia entre el emplume rápido normal y el emplume lento se puede reconocer desde el primer día, pero siempre es más evidente a los diez días de edad.
En los lotes de gallinas los polluelos hembras tienden a emplumecer algo más rápidamente que los machos. Esto no se evidencia apenas en las razas con emplume rápido normal, pero se observa mejor en las de emplume lento como la raza Barred Plymouth Rock.
La coloración del plumón de los polluelos no está asociada con la velocidad de crecimiento del plumaje, sin embargo en los polluelos de color negro, como los de razas de plumaje negro entero, se observa que el plumón es más corto que en los polluelos de cualquier otro color, lo que se manifiesta mayormente en la cabeza y dorso.
Se sabe que la velocidad de emplume en las primeras semanas de vida tiene una variación genética controlada por varios genes autosómicos y por un gen ligado al sexo.
La mayor parte de la variación entre razas se explica por el gen K ligado al sexo. Los genes de emplume lento autosómicos son muy raros y no son característicos de ninguna raza en particular. Como son recesivos, necesitan encontrarse en homocigosis para manifestarse, y por lo regular los avicultores eliminan los pollos muy mal emplumecidos, por tanto subsisten en los lotes de gallinas en frecuencias sumamente bajas.
Por el contrario el emplume lento ligado al sexo es muy frecuente especialmente en las razas de carne como Brahma, Cornish, Cochinchina, Rhode Island Red, Wyandotte, Plymouth Rock y Orpington
A la variación genética en la velocidad de emplume ligada al sexo se le ha encontrado una aplicación práctica de gran utilidad para la identificación del sexo de los pollitos al nacer.

## Emplume ligado al sexo
El emplume ligado al sexo está controlado por el gen K localizado en el cromosoma sexual Z con cuatro alelos conocidos cuyo orden de dominancia es Kn > Ks > K > k+.

### Kn(emplume extremadamente lento)
Kn ("naked") es el más dominante de la serie de cuatro alelos que controlan la velocidad de emplume. Este gen produce un retraso considerable de la velocidad del emplume. Al día de edad faltan las plumas de vuelo primarias o son mucho más cortas que las cobertoras. Las aves permanecen desnudas en la etapa juvenil y están pobremente emplumecidas al llegar al plumaje adulto. El alelo también causa hipertrofia de la glándula uropígea y reducción del tamaño de la cresta.

### Ks(emplume lento)
Ks ("slow") es un alelo dominante de la serie de cuatro alelos que controla la velocidad de crecimiento de las plumas. Al día de edad las primarias de vuelo (rémiges) son mucho más cortas que las cobertoras. El desarrollo del emplume está grandemente retrasado durante las primeras etapas de la vida juvenil, pero las aves de ambos sexos emplumecen completamente a las 12 semanas de edad. Este alelo no tiene efecto sobre el plumaje adulto

### K(emplume retrasado)
K es un alelo dominante de la serie de cuatro alelos que controlan la velocidad de crecimiento de las plumas. Al día de edad las rémiges primarias y las cobertoras primarias son todas de la misma longitud (ver Figura 2B). A los 8-12 días de edad las plumas rectrices no se encuentran todavía desarrolladas (ver Figura 1, polluelo de la derecha).
En las aves portadoras del alelo K el emplume en general es más lento que en las aves de emplume rápido normal. Pero este alelo no tiene efecto sobre el plumaje adulto El emplume lento ligado al sexo es el emplume característico de muchas razas de carne.

### k+(emplume rápido o normal)
k+ es el más recesivo de la serie alélica de cuatro alelos que controlan la velocidad de crecimiento de las plumas. Al día de edad las rémiges primarias son mucho más largas que las cobertoras (ver Figura 2A). A los 8-12 días de edad lo polluelos han desarrollados sus rectrices. Los pollos k+k+ emplumecen completamente y mucho más rápidamente que los portadores de Kn, Ks o K.
El alelo k+ produce el emplume rápido normal que se encuentra en la mayoría de las razas de gallinas ponedoras, tales como Leghorn, Minorca y Ancona.

### Utilidad práctica de la variación ligada al sexo
Cuando se aparean gallos de emplume rápido normal (genotipo k+k+) con gallinas de emplume lento ligado al sexo (genotipo K) se puede identificar fácilmente el sexo de toda la descendencia al momento de nacer: Los polluelos hembras resultantes son de emplume rápido (ver Figura 2A) mientras que los polluelos machos son de emplume lento (ver Figuras 2B y 2C).
Esto se explica porque las hembras tienen un solo cromosoma sexual, mientras que los machos tienen dos. Las hembras portadoras del alelo k+ son de emplume rápido, y los machos heterocigotos Kk+ son de emplume lento a causa de la dominancia de K sobre k+
Esta regularidad encontró utilidad práctica en la avicultura comercial para separar los polluelos por sexos a la salida de las incubadoras evitando los inconvenientes asociados con el sexado por eversión de la cloaca y haciendo mucho más fácil y rápida la identificación del sexo de los polluelos.
En las razas especializadas en la producción de huevos, como White Leghorn donde no existía el emplume lento ligado al sexo se introdujo por cruzamiento y selección el gen de emplume lento K en la forma reproductiva materna. Así se obtuvieron líneas genéticas maternas puras para el gen de emplume lento ligado al sexo que al aparearse con machos de emplume rápido normal producen polluelos sexables.
En las razas especializadas para la producción de carne, la identificación del sexo por el emplume no se extendió a la producción de pollos de engorde porque los machos resultantes poco emplumecidos son más propensos a lastimaduras en la piel de la pechuga que demeritan las canales. Y por otra parte en el propósito de carne se crían tanto los machos como las hembras. Sin embargo encontró aplicación para la identificación del sexo en las formas reproductivas maternas, que sí se separan por sexos. De esta manera los pollos de engorde resultantes son todos de emplume rápido normal.

## Emplume lento multifactorial
Existen genes modificadores de la velocidad de emplume, que solamente afectan a los polluelos portadores del gen de emplume lento ligado al sexo y no tienen efecto sobre los polluelos de emplume rápido o normal ni sobre el plumaje adulto.
El único efecto del emplume lento multifactorial es reducir la longitud de las plumas de vuelo primarias (rémiges) en los polluelos sin producir una modificación concomitante de las primarias cobertoras. Los polluelos con las rémiges primarias más cortas que las cobertoras son portadores del gen K de emplume lento ligado al sexo (ver Figura 2C).

## Serie alélicaT(Tardy)
A diferencia del emplume lento multifactorial que afecta solamente a los portadores del emplume lento ligado al sexo, los genes autosómicos recesivos "tardo" t y "retardado" ts afectan solamente a los polluelos de emplume rápido o normal. El orden de dominancia de la serie alélica es T (normal) > ts (retardado) > t (tardo).

### Genotipotsts(retardado)
Los polluelos de emplume rápido normal tienen al nacer seis plumas primarias del ala y por lo menos otras seis secundarias (ver Figura 3A). Los polluelos "retardados" tsts tienen al nacer las primarias normales pero solo las tres primeras (externas) de las plumas secundarias.
A los diez días las diferencias con los pollos normales son todavía más evidentes. Los polluelos "retardados" muestran las tres o cuatro plumas primarias de longitud normal, siendo cada nueva pluma más corta que la precedente (ver Figura 3B).
A las tres semanas de edad los polluelos "retardados" tienen aún menos primarias y secundarias que los normales y sólo las tres primeras secundarias alcanzan igual longitud que las primarias

### Genotipott(tardío)
Los polluelos "tardíos" tt son más anormales que los "retardados". Al nacer presentan las plumas primarias normales pero no tienen las plumas secundarias del ala. A los diez días de edad carecen de colas y muestran poco o ningún desarrollo de las plumas del ala (ver Figura 3C).
Las plumas caudales no aparecen hasta las ocho semanas de edad por lo menos.
Estos muestran a las tres semanas de edad una fase de emplume similar a la de los "tardíos" de diez días. Las plumas de la cola no aparecen hasta por lo menos las ocho semanas de edad. Sin embargo en la edad adulta el plumaje es normal.

## Rémiges displásicas
Se conoce un gen autosómico recesivo dr que afecta las rémiges y las rectrices.
Entre el octavo y el vigésimo octavo día de edad los folículos de las plumas rémiges y rectrices de los portadores de este gen aparecen inflamados y llenos de sangre. El tejido de la pluma en desarrollo se necrotiza y se desprenden las plumas. Las alas muestran un número similar de rémiges así afectadas mientras que el número de rectrices afectadas es proporcional, pero menor en número.